# Digital Audio Tape
Pour les articles homonymes, voir DAT.

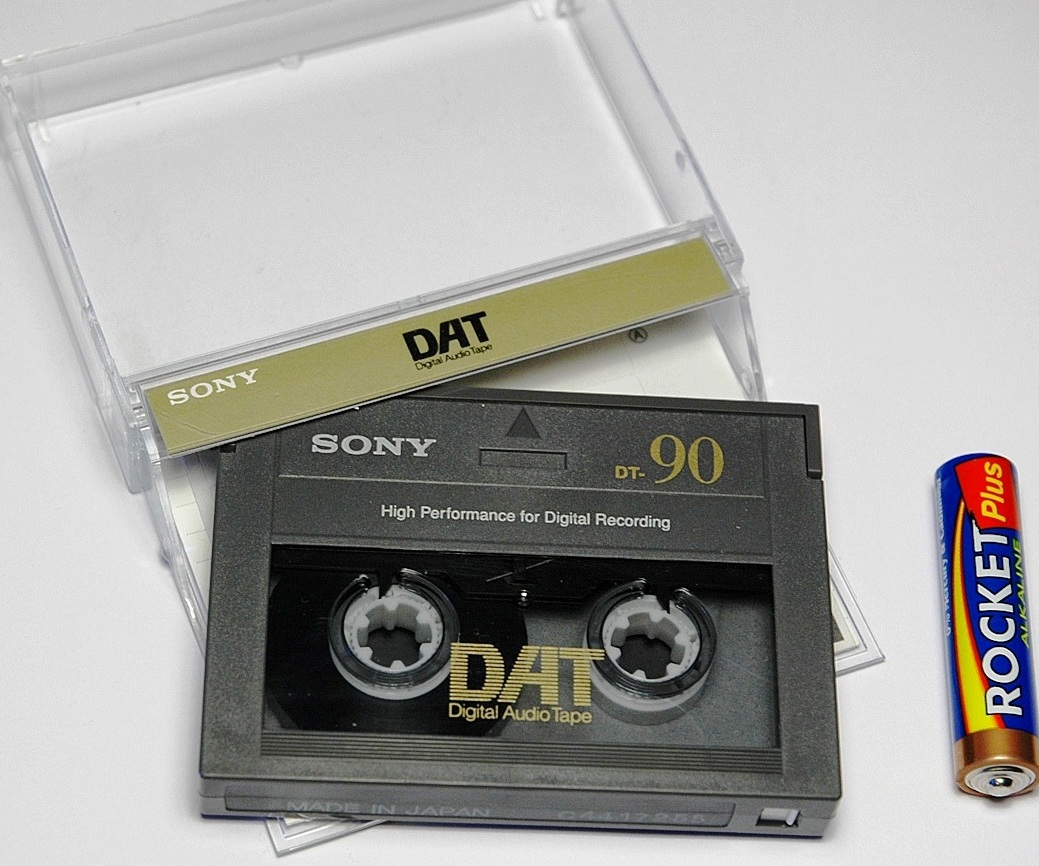
Une cassette DAT

Le format de cassette audio Digital Audio Tape (DAT) est un support d'enregistrement et lecture numérique sur bande magnétique 3,81 mm conçu par Sony dans les années 1980, originellement créé dans le but de remplacer la cassette audio. Mais compte tenu du coût des appareils associés et du support, le DAT est devenu un format audio professionnel, notamment dans les studios d'enregistrement, à une période où aucune autre solution compacte ne permettait de sauvegarder le son numérique sans compression.
La cassette DAT, plus compacte que la cassette audio conventionnelle, mesure 73 × 54 × 10,5 mm. Pour les modèles les plus récents utilisés comme support d'enregistrement de données (DAT-DDS6), l'épaisseur passe à 12 mm ce qui n'est pas compatible avec les DAT des générations précédentes.

## Historique

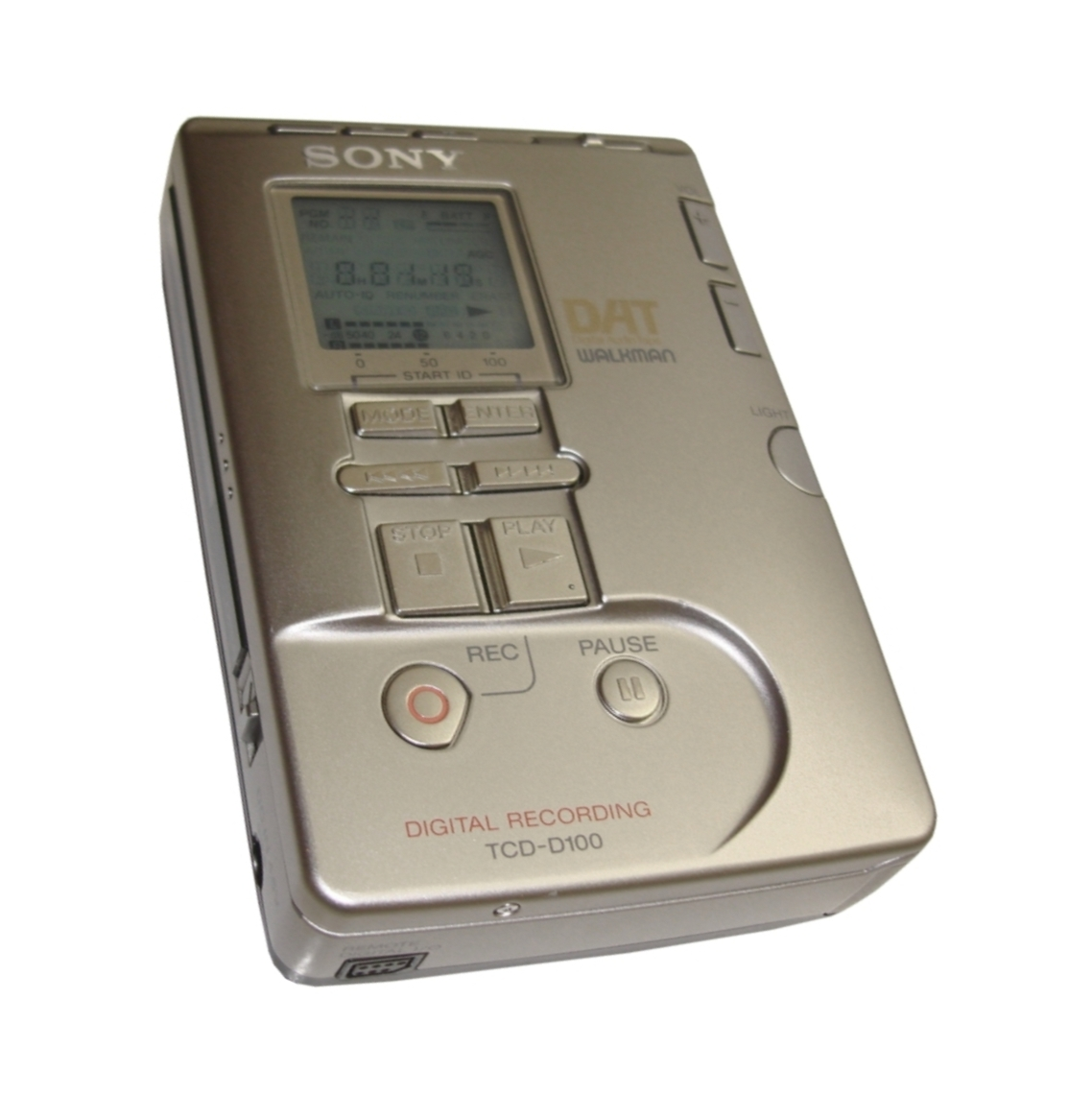
Un Walkman Sony TCD-D100, utilisable avec des DAT.

Peu soutenu par les éditeurs et maisons de disques, le DAT n'a jamais eu les faveurs du grand public. D'autant moins que son coût était élevé et que les éditeurs et maisons de disques avaient imposé, sur les modèles grand public, une limitation des possibilités de copie numérique. Divers modèles ont néanmoins été commercialisés : platines haute fidélité, enregistreurs portables et même autoradios dotés d'un lecteur DAT.
Par extension d'usage, le DAT a servi, dans le domaine informatique, comme support pour les sauvegardes de données de grande capacité (par génération : 4, 8, 24, 40, 72 & 160 Go).
La technologie DAT est proche de celle des magnétoscopes, utilisant une tête rotative en diagonale pour enregistrer les données numériques. Il est possible de stocker une plus grande quantité de données sur une même longueur de bande magnétique. La norme DAT permet des qualités d'enregistrement de 32 kHz en 12 bits, et de 32 kHz, 44,1 kHz ou 48 kHz en 16 bits sans aucune compression. Certains enregistreurs DAT opèrent au-delà de la norme, jusqu'à 96 kHz en 24 bits ; la vitesse de défilement de la bande est dès lors doublée (mode HHS) et par conséquent, la durée maximale d'enregistrement réduite de moitié.

## Galerie

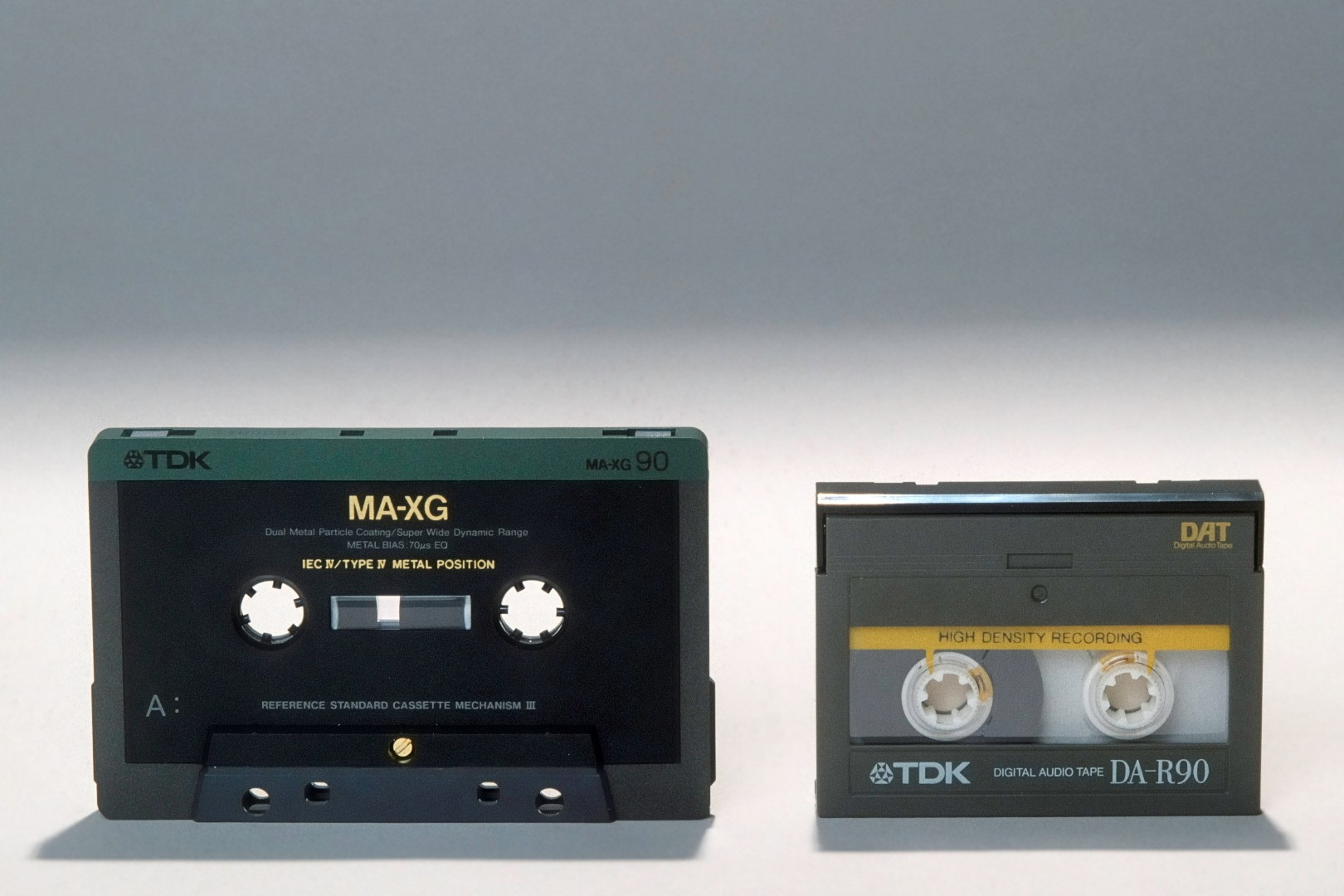
Côte à côte une cassette traditionnelle et une cassette DAT g
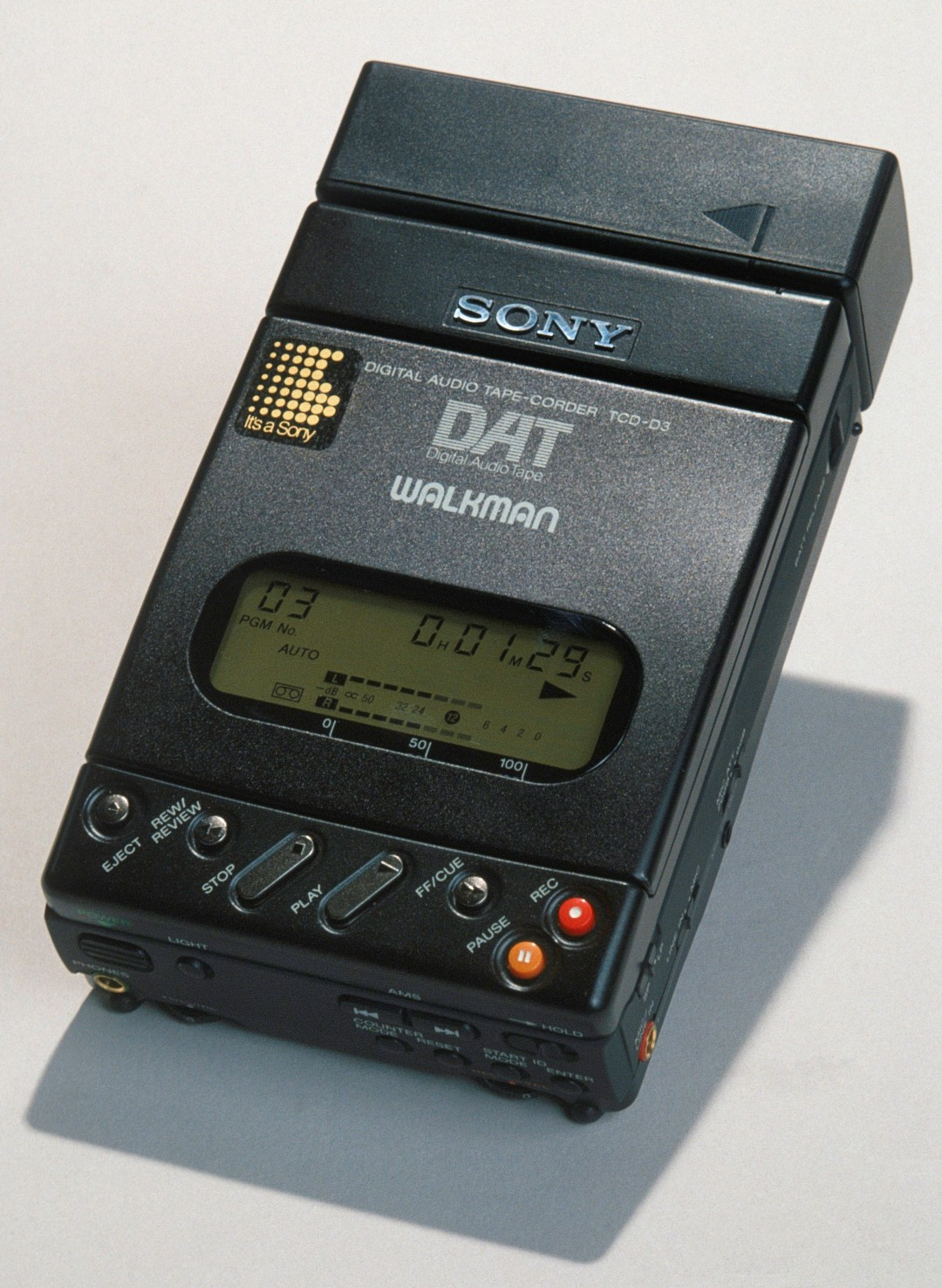
Enregistreur DAT portable grand public Sony
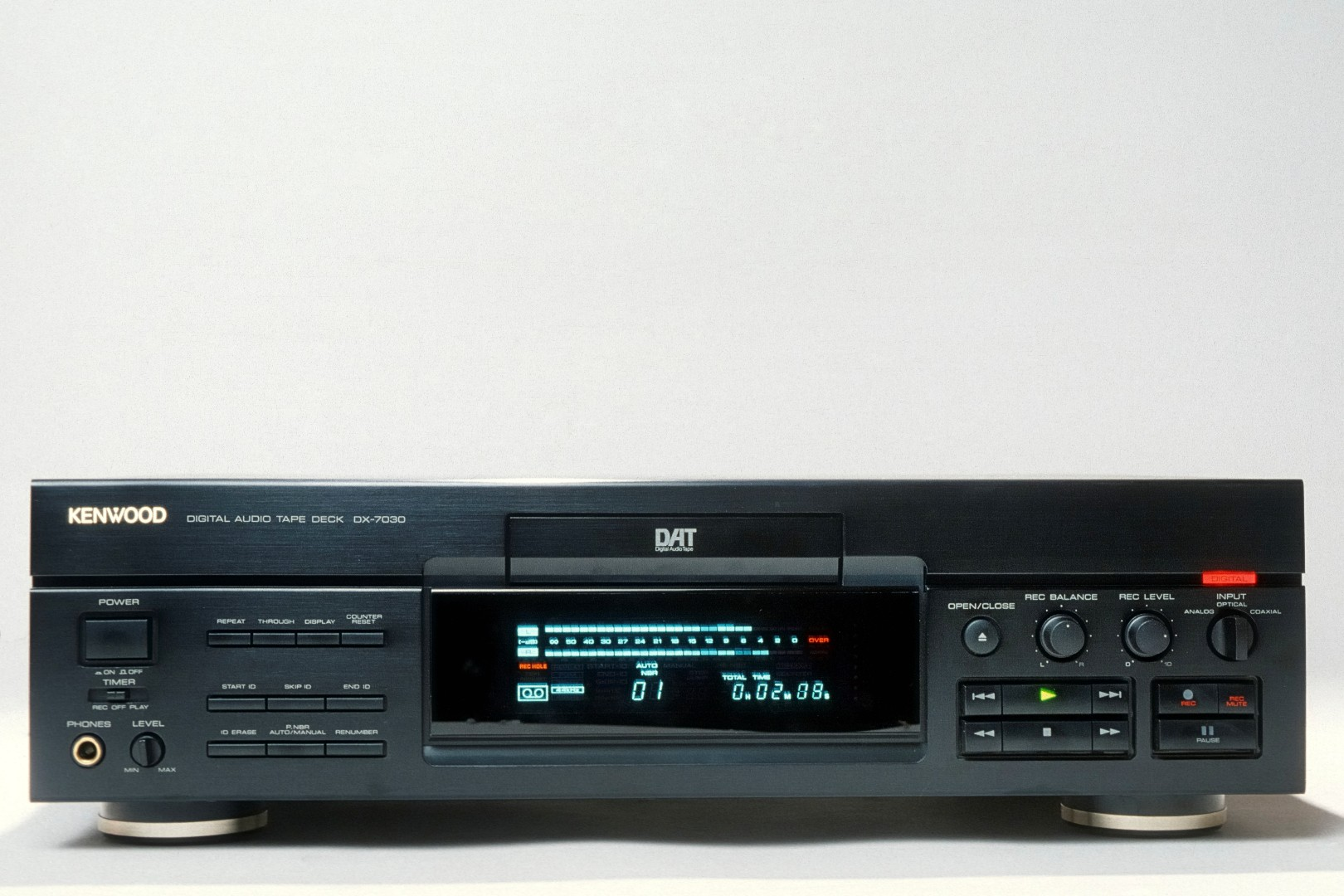
Platine DAT haute fidélité Kenwood
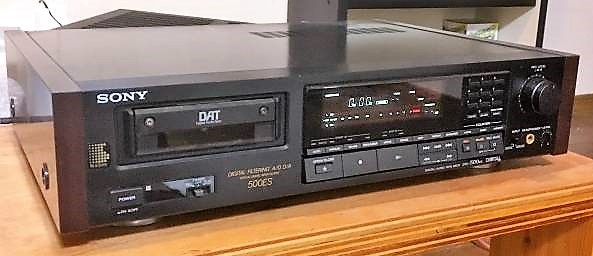
SONY DTC-500ES